# یواس‌اس استاکدال (دی‌یی-۳۹۹)
یواس‌اس استاکدال (دی‌یی-۳۹۹) (به انگلیسی: USS Stockdale (DE-399)) یک کشتی بود که طول آن ۳۰۶ فوت (۹۳ متر) بود. این کشتی در سال ۱۹۴۳ ساخته شد.